# Montcavrel
Montcavrel is een gemeente in het Franse departement Pas-de-Calais (regio Hauts-de-France) en telt 326 inwoners (2004). De plaats maakt deel uit van het arrondissement Montreuil.

## Geografie
De oppervlakte van Montcavrel bedraagt 9,4 km², de bevolkingsdichtheid is 34,7 inwoners per km².

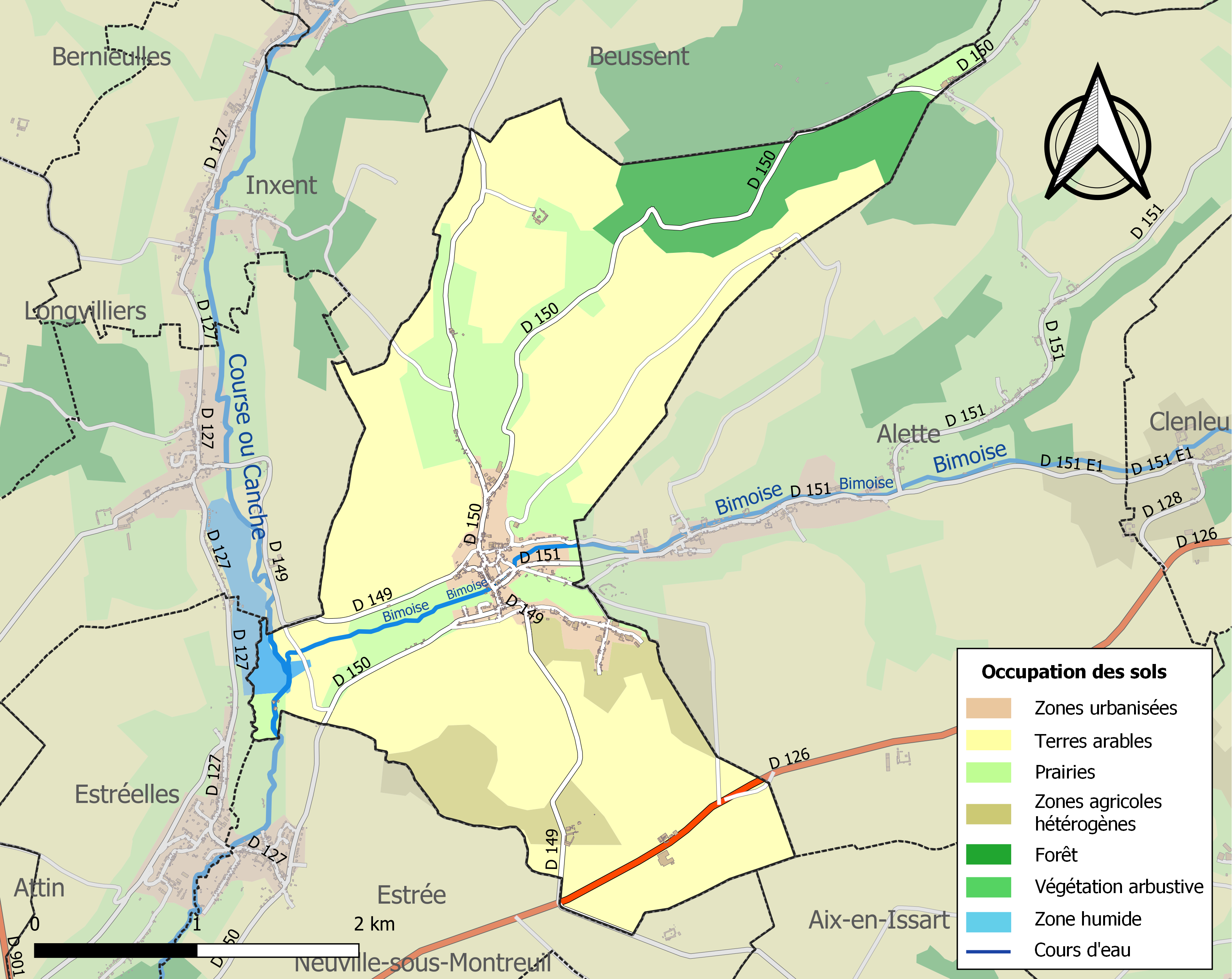
Kaart van de gemeente met de belangrijkste infrastructuur, bodemgebruik en omliggende gemeenten

## Demografie
Onderstaande figuur toont het verloop van het inwonertal (bron: INSEE-tellingen).

## Geschiedenis

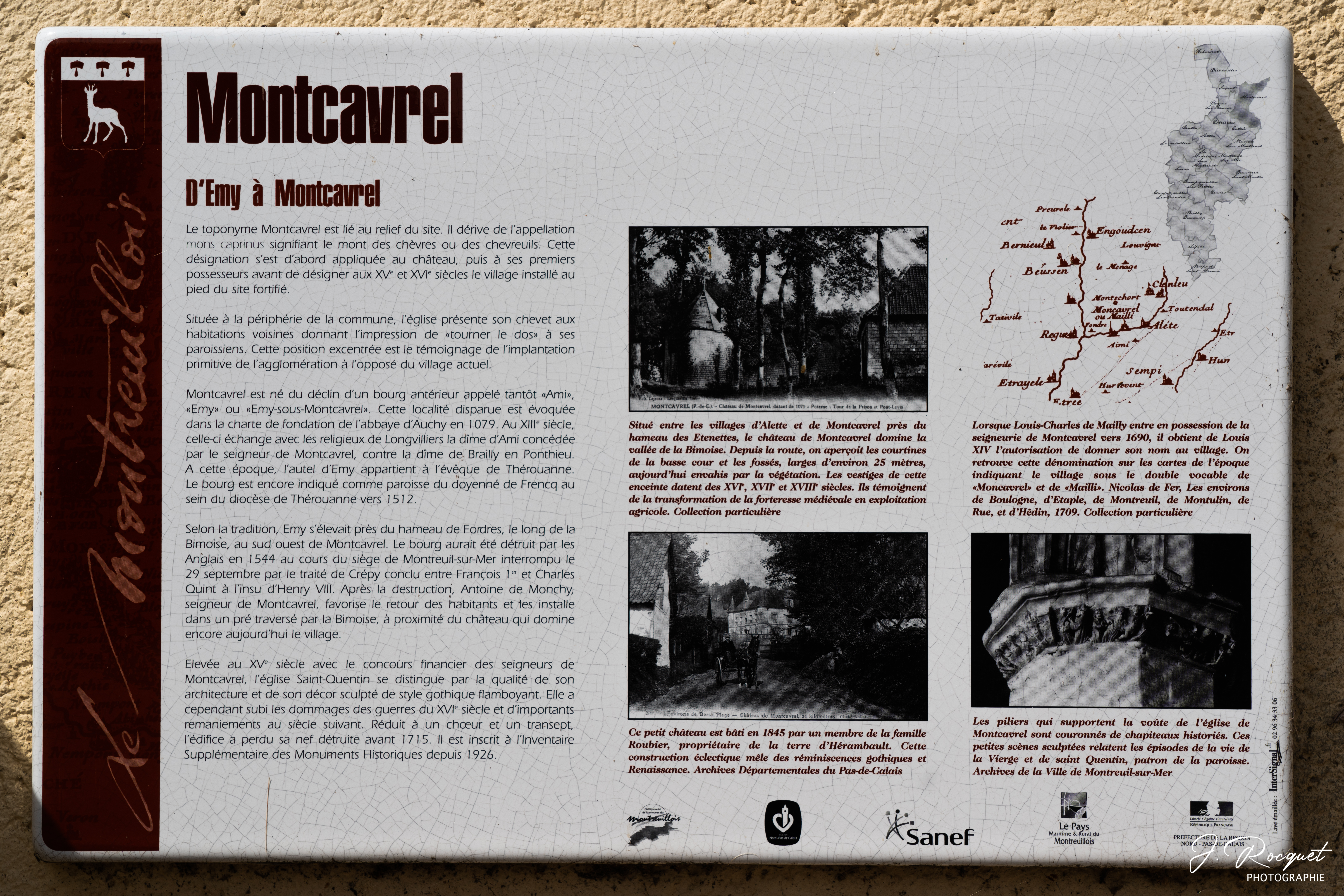
Geschiedenis van het dorp op een plaket bij de plaatselijke gemeentehuis

De gemeente is ontstaan uit een gehucht dat voorheen Emy heette. De geschiedenis staat op het gemeentelijke informatiebord beschreven. 
Het naastgelegen Kasteel Montcavrel is niet aan deze gemeente, maar aan die van het oostelijk gelegen Alette verbonden. De gemeenschappelijke naam verwijst naar het plateau waarop het kasteel stond en naar de eerste heren die over dit gebied heersten.